# Município de Perry (condado de Carroll, Ohio)
O município de Perry (em inglês: Perry Township) é um município localizado no condado de Carroll no estado estadounidense de Ohio. No ano de 2010 tinha uma população de 996 habitantes e uma densidade populacional de 13,73 pessoas por km².

## Geografia
O município de Perry encontra-se localizado nas coordenadas 40° 27′ 14″ N, 81° 05′ 28″ O. Segundo a Departamento do Censo dos Estados Unidos, o município tem uma superfície total de 72.55 km², da qual 72,05 km² correspondem a terra firme e (0,69 %) 0,5 km² é água.

## Demografia
Segundo o censo de 2010, tinha 996 pessoas residindo no município de Perry. A densidade populacional era de 13,73 hab./km². Dos 996 habitantes, o município de Perry estava composto pelo 98,9 % brancos, o 0,3 % eram afroamericanos, o 0,1 % eram asiáticos e o 0,7 % eram de uma mistura de raças. Do total da população o 0,3 % eram hispanos ou latinos de qualquer raça.